# Йера
| Название                  | Пра- германское | Древне- английское         | Древне- английское | Древне- скандинавское | Древне- скандинавское | Древне- скандинавское |
| ------------------------- | --------------- | -------------------------- | ------------------ | --------------------- | --------------------- | --------------------- |
| Название                  | *Jēra-          | Gēr                        | Īor                | Ár                    | Ár                    | Ár                    |
| Название                  | «год, жатва»    | «год, жатва»               | «угорь»            | «жатва, обилие»       | «жатва, обилие»       | «жатва, обилие»       |
| Форма                     | Старший футарк  | Футорк                     | Футорк             | Младший футарк        | Младший футарк        | Младший футарк        |
| Форма                     |                 |                            |                    |                       |                       |                       |
| Unicode                   | ᛃ U+16C3        | \| ᛡ U+16E1 \| ᛄ U+16C4 \| | ᛡ U+16E1           | ᛡ U+16E1              | ᛅ U+16C5              | ᛆ U+16C6              |
| Транслитерация            | j               | j                          | io                 | A                     | a                     | a                     |
| Транскрипция              | j               | j                          | io                 | a                     | a                     | a                     |
| МФА                       | [j]             | [j]                        | [jo]               | [a]                   | [a]                   | [a]                   |
| Позиция в руническом ряду | 12              | 12                         | 28 или 29          | 10                    | 10                    | 10                    |
| ᛡ U+16E1                  | ᛄ U+16C4        |                            |                    |                       |                       |                       |

Йе́ра (ᛃ) — двенадцатая руна старшего и англосаксонского футарка, десятая руна младшего футарка.
В старшем футарке (ᛃ) обозначает звук [j] и называется *jērą или *jærą, что на прагерманском значит «год» или «урожай».
В англосаксонском футарке (ᛄ) называется Gēr (с др.-англ. буквально «год», «урожай»). Означает звук [j].
В младшем футарке (ᛅ) называется Ár (др. -сканд. урожайный год) и обозначает звуки [a] и [æ].

## Упоминания в рунических поэмах[1]
| Поэма            | Оригинал | Перевод |
| ---------------- | --- | --- |
| Англосаксонская  | Géar biþ gumena hiht, · þonne God læteþ hálig heofones cyning, · hrúsan sellan beorhte bléda · beornum ond þearfum. | Год — людям надежда, если Бог позволит, святой небесный конунг, земле дать славные плоды и благородным, и бедным. |
| Старонорвежская  | Ár er gumna góðe; get ek at örr var Fróðe.                                                                          | Урожай приносит прибыль людям; я говорю, что Фроди был щедр.                                                      |
| Древнеисландская | Ár er gumna góði ok gott sumar algróinn akr.                                                                        | Год урожайный — благо людское, и доброе лето, и поле проросшее.                                                   |